# Řez dřevin

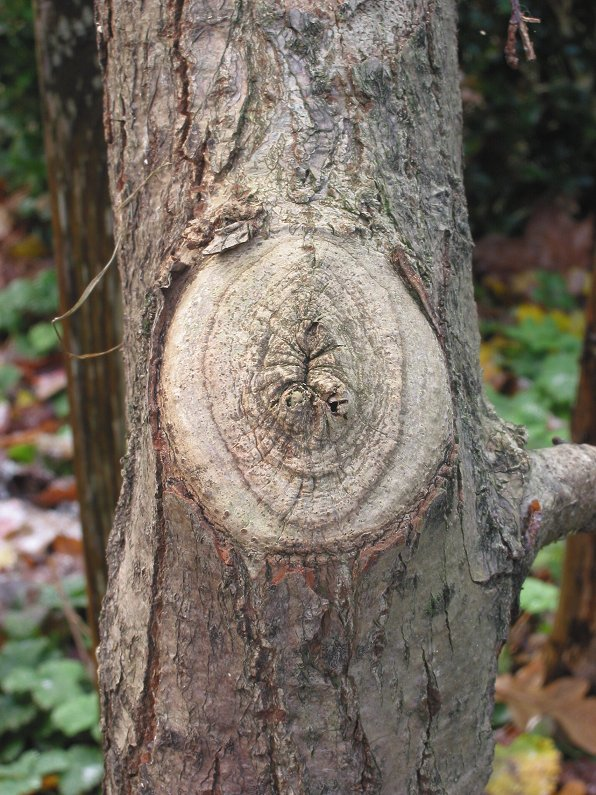
Zával na řezu

Řez patří mezi základní zahradnické práce s dřevinami. Způsob řezu se liší podle účelu a síly řezu, účelu a druhu dřeviny, růstu, údržby, pěstebního tvaru a stavu dřeviny, ročního období i stáří dřeviny. Konec léta a začátek podzimu je období nevhodné pro řez, jinak lze řez provádět různými způsoby pro různé účely po celý rok. Řez je agrotechnickou operací, která může napomoci napadení rostliny patogeny, stejně jako zanedbání řezu nebo opakovaný příliš slabý řez. Intenzita řezu je tedy kombinací praktické zkušenosti a znalostí. Špatně provedený řez může přímo způsobit úhyn rostliny (např. u některých rodů růžovitých). Dobře provedený řez dokáže nejen omezit napadení rostlin patogeny a zvýšit životaschopnost rostliny, ale také výrazně zvyšuje životnost dřeviny (např. rybíz, broskvoně, jabloně). Řez je zásahem do života dřeviny a vyvolává obvykle reakci odpovídající intenzitě a způsobu zásahu. Na dobře provedeném řezu u životaschopné zdravé rostliny se ve vhodných podmínkách, není-li rána dále narušována, vytvoří zával (kalus), ochranná vrstva krycího pletiva.

## Historie
Řez dřevin je prováděn a popisován už v období starého Říma, stejně jako roubování, avšak Římané ještě nechápali fyziologii rostlin, jejich postupy se zakládaly na zkušenosti a mystice.

## Asanační řez

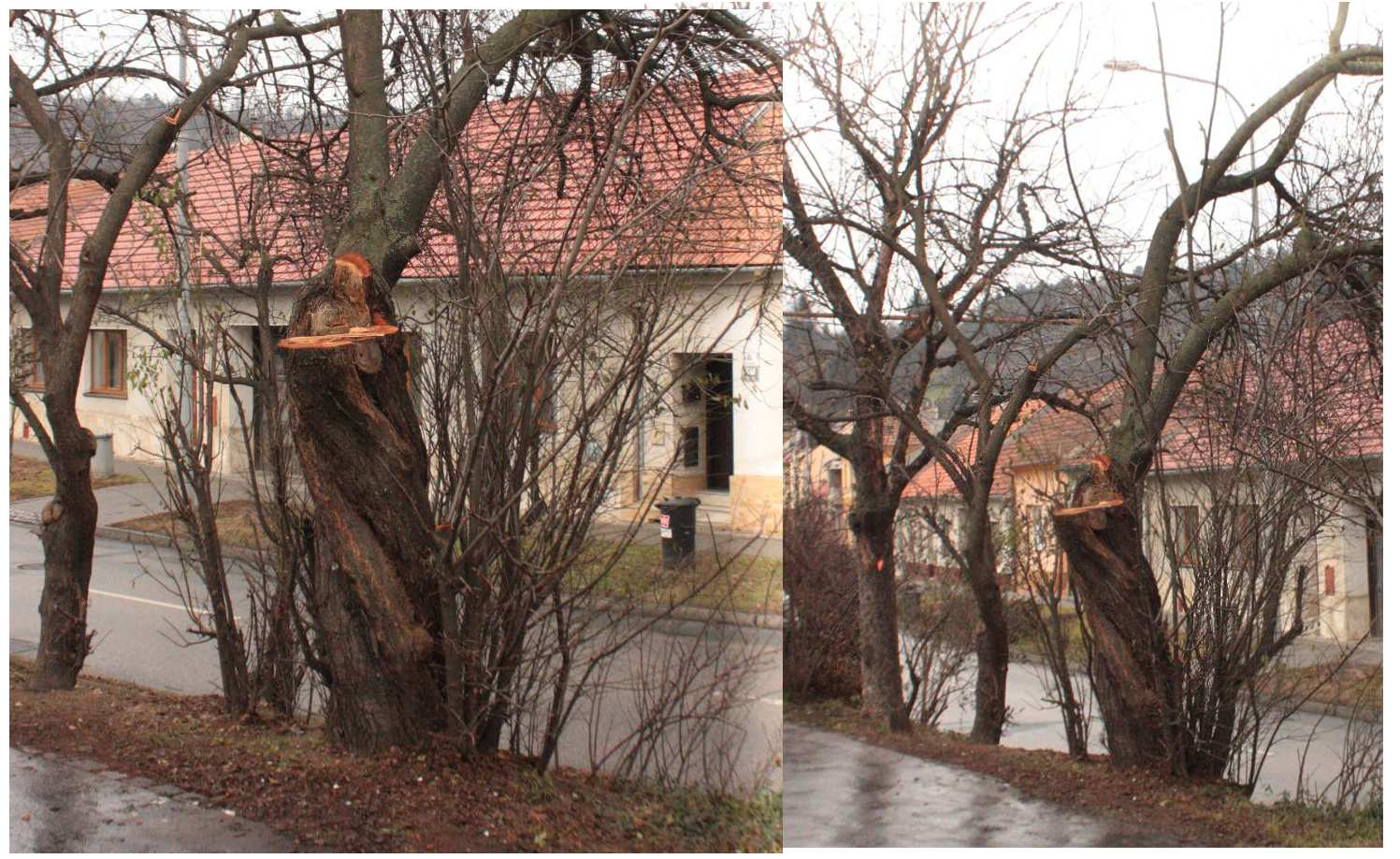
Neošetřený řez provedený firmou ve špatném úhlu. Zbylá proschlá větev nad cestou roste v nevhodném úhlu, již nyní je částečně seshora podřízlá a může se při námraze, sněhové kalamitě nebo větru ulomit.

Bez ohledu na druh dřeviny je podle potřeby prováděn řez asanační. Odřezávají se suché, poškozené, nemocné, namrzlé větve, větve překážející provozu a ohrožující bezpečnost a pahýly. Rovněž se v rámci asanačního řezu odstraňují nebo upravují výhony z adventivních pupenů (tzv. „vlky") a výmladky vyrůstající z podnoží. Větve se odřezávají ve větevním kroužku. Rány na kmenech a větvích po mechanickém poškození nebo u mrazových desek je třeba začistit a upravit jejich tvar pokud možno do protáhlé elipsy ve směru růstu. U velkých poranění je třeba dobře ošetřit ránu vhodným ochranným nátěrem. Odřezané větve jsou obvykle rozmělněny v drtiči větví a použity jako mulč pod strom. Správnost takové operace je diskutabilní, neboť je zde riziko napadení chorobami. Nemocné větve se musí spálit.

## Řez jehličnanů
Podle odborné literatury většina druhů jehličnanů řez nepotřebuje ani jej dobře nesnáší. Jehličnany nereagují při určitém typu řezu tvorbou nových částí, po zásahu však většinou nenásleduje úhyn nebo nějaký druh negativní reakce. Po řezu na pařez obvykle u většiny jehličnanů ale úhyn následuje, což u jiných druhů dřevin vždy neplatí.
V zdánlivém protikladu k tvrzení o nesnášení řezu stojí fakt, že mnoho jehličnanů je používáno k výsadbě pravidelně řezaných živých plotů (včetně borovic a smrků). Řez prováděný u větví s živým olistěním (dvouleté, ale i starší větve) je obvykle dobře až velmi dobře snášen, ve smyslu rychlé regenerace. Naopak špatná reakce na řez v místě zastínění větve nějakým objektem nebo ostatními větvemi dřeviny je dána prostým faktem, že jehličnany v zastínění všeobecně (kromě již zmíněného tisu) hůře rostou, pokud vůbec.
Jehličnany, které velmi dobře snáší i zmlazení, jsou tisy, které je možno hluboce zmlazovat, a dřeviny cypřišovité (thúje, jalovce apod.). Nevhodnost řezu u jiných druhů je také zvýšena horší schopností regenerace na zastíněných místech. Různé zakrslé formy je možné řezat s ohledem na jejich obvyklý růst. Pravidelný řez u dřevin obvykle způsobuje zahuštění mladých výhonů. U hlubokého řezu nemusí k obnově vůbec dojít, nebo jen pozvolna, což může mít zejména u zakrslých a pomalu rostoucích dřevin dlouhodobé a významné následky.
U jehličnanů s jediným terminálem (borovicovité, tisovcovité) je vhodné včas odstranit konkurenční výhony. Při zničení nebo poškození vrcholu lze vyvázat k opoře náhradní, byť boční výhon.

### Chybný řez jehličnanů
Z důvodů snadnější údržby jsou firmami provádějícími údržbu odstraňovány spodní větve jehličnanů a strom je „vyholován“ až do podchozí výšky (2 m) i v případech, kdy ze zbytku dřeviny jinak mnoho nezbývá. Tento ohavný způsob úpravy jehličnanů je odsuzován už od 18. století. Estetický rozdíl mezi zavětveným a vyholeným smrkem omorika nebo jedlí je významný. U jiných druhů (borovice lesní, Pinus silvestris) naopak zvednutí koruny působí malebně. Někdy však bývají podobně upraveny nízké jalovce a zeravy a výsledkem jsou směšné hřibovité tvary.
Jalovce, především široce rozšířené Juniperus pfitzeriana, jsou často dlouhodobě neudržovány, zapleveleny a poté zmlazeny hlubokým řezem. Ten pak způsobí, že zásahy jsou léta viditelné a nezavětvené. Pomalejší a postupný řez nebo postupné šetrné zmlazení s ohledem na zastíněné partie je vhodnější. Vhodnějším způsobem než dlouhodobé zmrzačení okrasných keřů je nová výsadba.

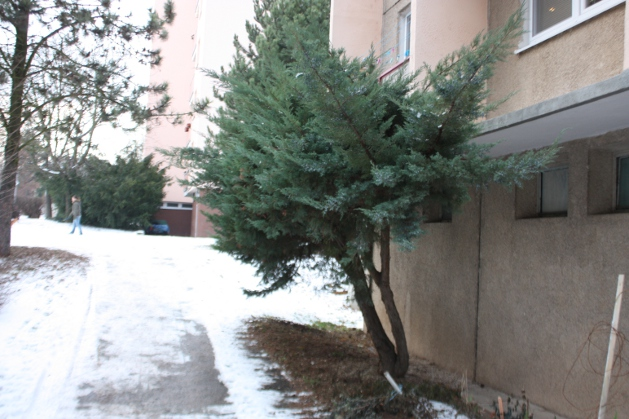
„Vyholený“ kmínek jalovce stínem a především chybnou údržbou. Dřevina zralá na odstranění.
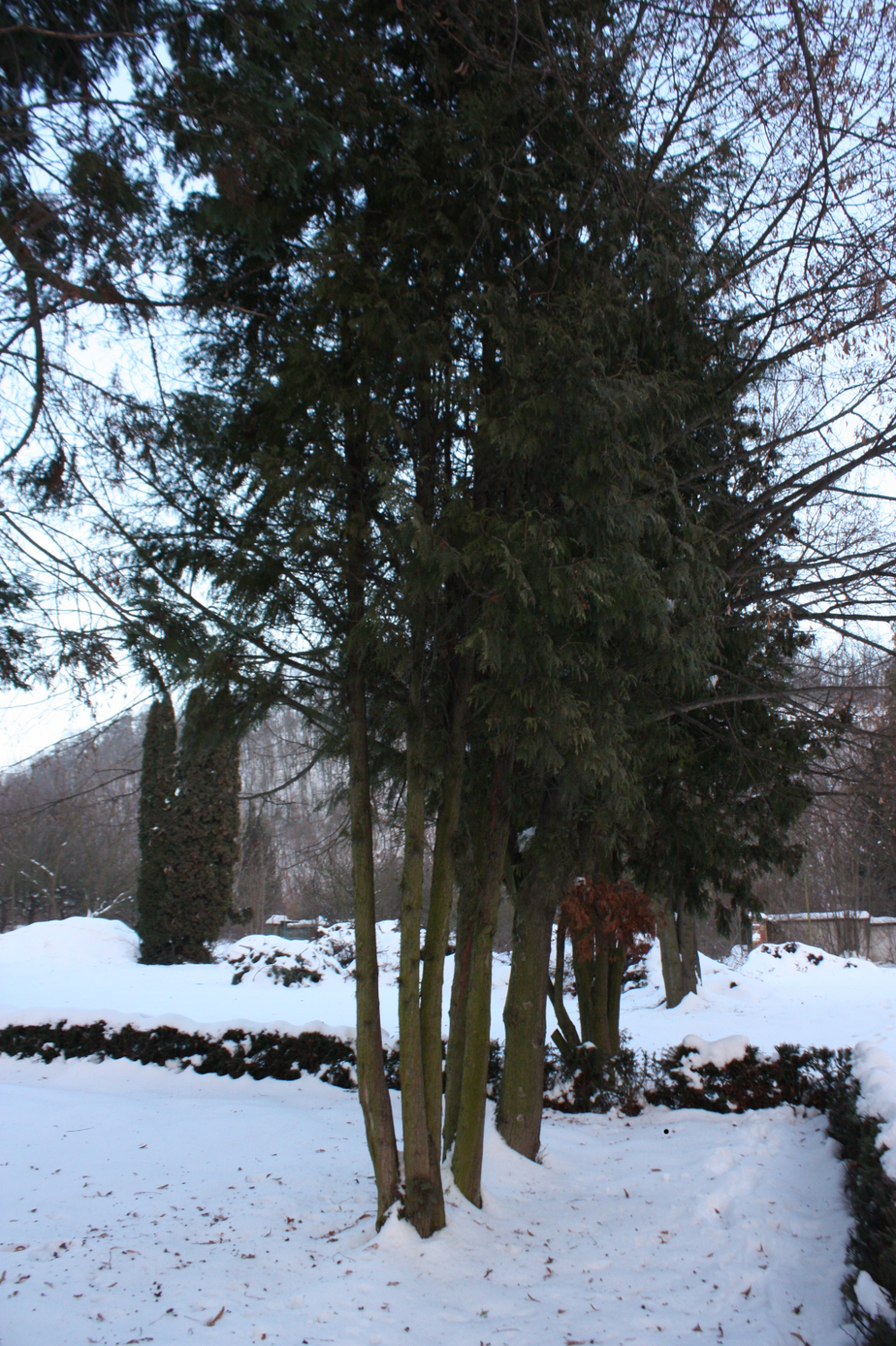
Staré sloupovité jehličnany trpící stínem a suchem celá desetiletí ve vysokém pleveli.
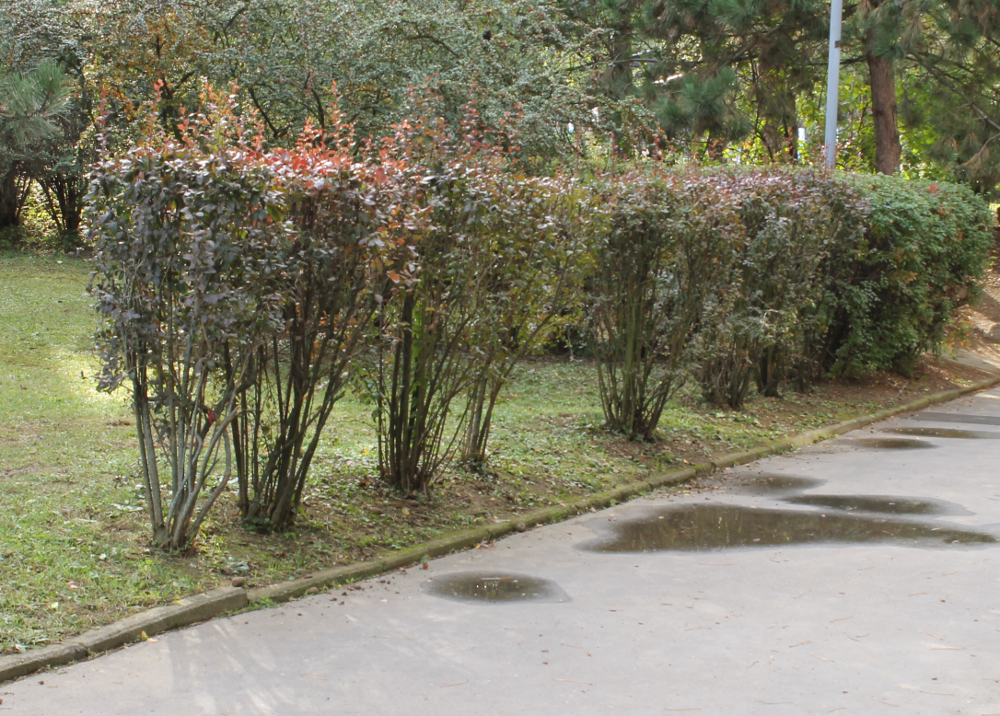
Živý plot ve stínu, dříve méně často udržovaný. Listnáče ve své většině mohou být zmlazeny a pravidelným řezem opět vytvoří vzhledné tvary. Z jehličnanů je takové obnovy schopen tis.

## Řez volně rostoucích okrasných listnatých dřevin
Řez okrasných dřevin je prováděn za účelem zapěstování a udržení okrasných kvalit nebo technických vlastností dřeviny. Liší se zejména podle druhu dřeviny a účelu řezu. Pro dosažení štíhlejšího tvaru je vhodné u sloupovitých listnatých stromů zkracovat v mládí výhony na vnitřní pupen.

## Řez okrasných stromů
Sazenice se ponechávají normálnímu vývoji a řez se omezí na nezbytné založení koruny, řez v korunce a omezení podnože. Výhony se zkracují vždy těsně nad pupenem směřujícím ven, jen u druhů s velkou dření se ponechává čípek. Směr koncových pupenů nemá být u sousedních výhonů shodný. Vidlicovitě postavené výhony se zkracují tak, aby jeden z nich byl znatelně delší anebo je jeden ze dvou takových výhonů odstraněn. 
Většina okrasných stromů se v dalších letech na stanovišti již neřeže. Je důležité za 1–2 roky po výsadbě provést opravný řez. Usměrní se tím základní rozvětvení odstraněním některých zahušťujících a hlavně konkurenčních výhonů, které bývají příčinou rozlomení korun u starších stromů. U některých odrůd alejových stromů je třeba dbát na dobrý vývoj terminálu, aby bylo dosaženo štíhlého tvaru koruny. Je-li třeba, provádí se zvýšení koruny odříznutím spodních větví. Jednotlivé výhony se již obvykle nezkracují.
U starších stromů bývá někdy nutné korunu prosvětlit. Obvykle se odstraňují větve, které rostou dovnitř koruny, křižují se nebo rostou souběžně s jinou větví. Zvláštní pozornost žádají tvarové kultivary. Kulovité formy bývají velmi husté a osvědčuje se je občas prosvětlit. 

a) chybný řez, vzniká tzv. „věšák“; b) řez na patku, v očekávání, že vyrazí výhony z adventivních pupenů; c) hladký řez na větevní límeček; d) naznačení správného řezu větších větví; e) ilustrativní nákres vhodného řezu na příkladu průklestu

## Řez volně rostoucích okrasných keřů
U většiny keřů se nemusejí v dalším roce po výsadbě přírůstky již zkracovat a rostliny se ponechají přirozenému vývoji, což platí pro keře opadavé i stálezelené. Řezem, mimo zmlazovací řez, jsou pak upravovány pouze namrzající druhy dřevin (růže, ořechokřídlec clandonský, plamének, tavolníky, třezalka kalíškatá, hortenzie, komule davidova) a dřeviny ozdobné květem na letorostech; omezují se také expanzivní dřeviny.
Keře kvetoucí v létě na nově vytvořených letorostech je vhodné řezat každoročně, obvykle zjara po odkrytí. Nejdříve se odstraní staré, slabé, nemocné, poraněné, nevyzrálé a přebytečné výhony. Zbylé jednoleté výhony se zkrátí v nestejné výši podle druhu, odrůdy a způsobu růstu.
Keře s tenkými větévkami a druhy, jejichž větve každoročně namrzají, se řežou zcela u země.
Udržovací řez je u většiny keřů nutný až po několika letech, podle druhu, odrůdy a podmínek stanoviště. Řez má být prováděn podle estetických požadavků kompozice. V podmínkách přírodně krajinářské kompozice je nevhodné řezat šablonovitě , v podmínkách pravidelných zahrad je naopak stejná a pravidelná úprava podmínkou. Obecně je třeba respektovat přirozený způsob růstu jednotlivých druhů.

## Řez ovocných dřevin
Řez ovocných dřevin se dělí především podle intenzity údržby, a tedy použité technologie. V zásadě má mnohé prvky společné s řezem okrasných dřevin, avšak například obsahuje některé propracovanější metody v intenzivnějších tvarech dřevin, specifické ohledy na různý způsob růstu kultivarů a má mnohem větší význam pro praktickou ochranu rostlin před patogeny.

## Způsob řezu podle typu růstu
Keře s řídce stavěnými větvemi či pomalu rostoucí keře s malebnými staršími větvemi, např. šácholany, škumpy, vilíny, čimišníky, azalky apod., se obejdou bez průklestu dlouhá léta nebo se vůbec neřežou.
Keře středně husté (takových je většina) se mají po 10–15 letech ošetřovat průklestem. Postupně se odstraňují větve přestárlé, poškozené a nevzhledné. Náhradou za vyřezané výhony se ponechá přibližně stejný počet mladších (obvykle dvouletých a tříletých), silných, zdravých, odspodu vyrůstajících výhonů, jež se jen zkrátí tak, aby se rozvětvily. Slabé a přebytečné výhony se odstraní u země. Koruna se tak postupně, pomalu a nenásilně obnovuje, takže keře zůstanou stále pěkné, což lze opakovat pravidelně podle způsobu růstu dřeviny. Průklest se nemusí dělat každoročně. Častěji se prořezávají druhy s barevnou kůrou (např. svídy a vrby), aby byla zřetená tato přednost, nebo ty, které brzy přestárnou (mochna, tavolník apod.). Pravidelný řez podporuje tvorbu větších květů, ale omezuje jejich množství.
Keře velmi husté, s tenkými slabými větvemi, např. zjara kvetoucí tavolníky, meruzalka alpská, dřišťál Thunbergův, některé nízké kultivary dřevin (nízké pustoryly, skalníky apod.) se obvykle neprořezávají. Přestárlé keře této skupiny se musí po čase zmladit.

## Řez pravidelně tvarovaných okrasných keřů a stromů
Je prováděn podle požadavků na vnější tvar způsobem a v intenzitě, která odpovídá nárokům kompozice a majitele. Pravidelnější úpravy než řez 2× ročně u málo bujně vzrůstných keřů (např. zimostráz) umožňují vytvořit po čase i poměrně dokonalé povrchy.
Při zmlazování jehličnatých živých plotů postupujeme opatrně. Jehličnany mají horší schopnost obrůstat ze starého dřeva.

## Řez popínavých dřevin
Mnoho druhů popínavých dřevin nevyžaduje pravidelný řez, avšak často však bývá nutné omezovat jejich růst, jestliže potlačují okolní porosty nebo poškozují svým růstem technické prvky staveb. Rovněž horní části rostlin na nižších oporách je třeba zakracovat. U mnohých popínavých dřevin lze řezem dosáhnout zavedení dlouhých vedoucích výhonů a pak pravidelně silně zakracovat postranní výhony a udržovat tak jejich vhodný tvar (např. růže, réva).
V létě kvetoucí plaménky lze řezat každoročně u země. Ostatní v létě kvetoucí popínavé dřeviny (trubač, rdesno) lze podle potřeby rovněž hlouběji seříznout. Některé popínavé dřeviny vyžadují vyvázání na konstrukce.

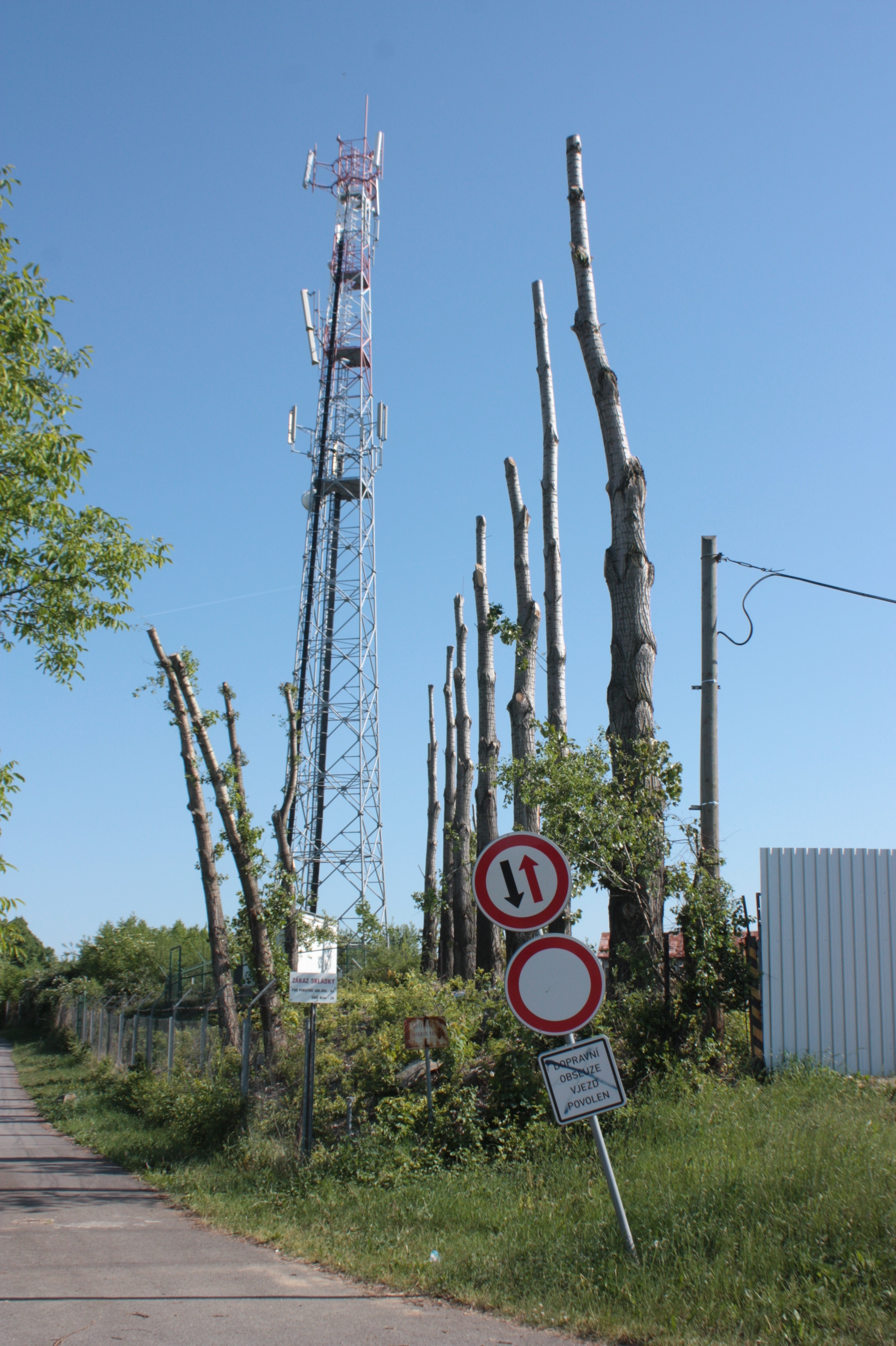
Zmlazení topolů

## Zmlazování
Zmlazování je radikální řez, kterým se sleduje obnova vitality růstu, kvality habitu a prodloužení životnosti dřeviny. Lze jím zlepšit celkový vzhled přestárlých, nepěkných, odspodu holých nebo proschlých dřevin. Zmlazení je občas nutné, nelze li z jakéhokoliv důvodu používat pravidelný průklest. Při úplném zmlazení se odříznou všechny větve těsně u země nebo se ponechají nejvýše 5 cm dlouhé čípky. Za rok po zmlazení se odstraní z nově vytvořených výhonů všechny slabé a přebytečné.
Zmlazení je nutno opakovat vždy po více letech: u běžných stromů přibližně po deseti, u keřů podle způsobu růstu. Zmlazování, které je prováděno postupně, tj. každý rok je zmlazena část dřeviny, je ohleduplnější, snižuje riziko některých nevhodných reakcí dřevin, avšak někdy omezuje pozitivní regenerační efekt. Proto je třeba posoudit před zmlazením jak charakteristiku druhu a odrůdy, tak dosavadní růst dané dřeviny, vlastnosti stanoviště, zdravotní stav dřeviny a na základě zkušenosti rozhodnout o vhodném postupu ve vhodném ročním období.

## Řez na babku
Jednoleté výhony jsou seřezávány těsně ve stejné výšce pravidelně každý rok, čímž se vytvoří časem viditený kalus na kmeni, širší než samotný obvod kmene. V mnohých případech je místo řezu určeno na hlavních větvích a kalus se tvoří zde. Někdo si řez na babku oškliví právě pro tvorbu mohutného kalusu. Oddálení tvorby výrazného kalusu lze dosáhnout zpětným řezem a zapěstováním nových kosterních větví. Řez na babku musí být krátký a hladký. Řez na babku bývá používán například u pouličních stromořadí, kde chybným výběrem dřeviny došlo k vysázení příliš vzrůstných dřevin, nejčastěji javorů, ale například i akátů blízko budov. Jindy je tvorba aleje řezané na babku přímo záměrem architekta. Tímto způsobem lze rovněž udržovat vzhledné lípy, moruše a jiné druhy s dobrou regenerační schopností a velkými listy.

## Řez větších větví
U větších větví dřevin dochází při řezu obvyklým způsobem k stržení části borky. Z toho důvodu je u velkých větví doporučeno provést nejprve řez na protilehlé straně ke straně, kde bude proveden hlavní řez, do hloubky nejméně několika centimetrů, nejvýše však 1/3 síly větve. Takto provedený řez z protilehlé strany je následován hlavním řezem. Po odstranění větve je řez dokončen odříznutím další několikacentimetrové části, což zajistí hladkou a zhojitelnou ránu.

## Řez jednotlivých větví podle provedení
- Řez na vedlejší větev – hlavní prodlužující část větve je odstraněna, jako pokračující je nyní postranní větev
- Zpětný řez, střídavý řez – prodlužující větev nebo terminál je odřezán výše a po obražení letorosty další rok níže, čímž se zabrání vzniku velkého kalusu, ukončení mnoha letorostů na stejném místě
- Řez na větevní límeček, řez na větevní kroužek – obvykle při odstranění celé větve výhonu
- Řez na čípek – na konci řezu je delší nebo kratší část větvičky bez pupenu, smyslem je například ochrana roubu, ušlechtilého očka, vyživení pupenu
- Řez na vedoucí pupen – na konci řezu je růstový pupen, který určuje další růst. Je dosti důležité, zda je „vnitřní“, nebo „vnější“. Ve specifických případech lze provést řez na koncový květní pupen, což má vliv na další růst.
- Řez na patku – je ponechána nepatrná, sešikmená část větvičky, větevního kroužku (s adventivními pupeny)
- Řez na ostro – řez těsně nad očkem

## Doba řezu
Dřeviny několikrát ročně řezané do pravidelných tvarů je vhodné řezat často a pravidelně. Ostatní dřeviny se řežou většinou v době vegetačního klidu, nejlépe však v předjaří, s výjimkou mrazů. Mráz může způsobit silnější poškození při řezu.
Druhy vyžadující přikrývku se řežou zjara po odkrytí. U částečně namrzlých dřevin je vhodné vyčkat až do vyrašení, čímž se ušetří pozdější opravný řez. Některé z dřevin raší obzvláště pozdě (ořechokřídlec). U keřů kvetoucích na loňských výhonech (zlatice, šeřík a brzy zjara kvetoucí keře) je doporučen řez až po odkvětu. U některých keřů je po odkvětu doporučováno odřezávání odkvetlých květenství, aby se nevysilovaly tvorbou plodů (růže, šeříky, pěnišníky, dřevité pivoňky aj.). V podmínkách údržby větších celků se tato operace neprovádí nikdy. U většiny druhů okrasných dřevin se plody z estetických a technických důvodů ponechávají.
Běžný průklest starších stromů je vhodné provádět na podzim, kdy se lépe poznají suché a nemocné větve, ale nové letorosty již neobrazí. Pro druhy, které mají mízu již koncem zimy (břízy, javory, jírovce, topoly, střemchy aj.), je fyziologicky nejvhodnější letní doba řezu.

## Technické pomůcky

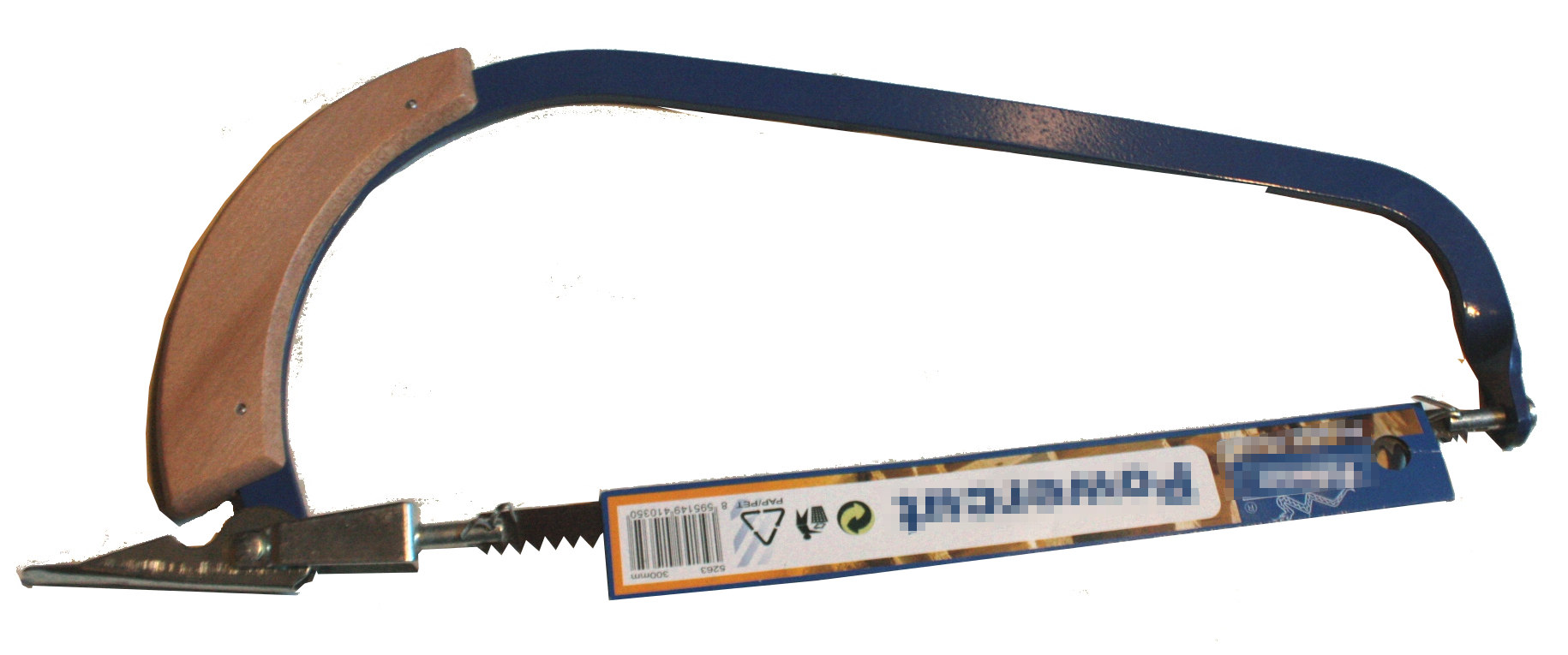
Pilka s otočným listem.

Při běžném řezu jsou používány zahradnické nůžky, pilka, pilka s otočným listem, pilka ocaska, nůž žabka, motorová pila, nůžky na živý plot a motorový plotořez. Vhodné je používat spolehlivé nářadí s ergonomickou rukojetí, jež nezpůsobuje otlaky při používání, s kvalitním ocelovým brousitelným břitem. Výrobky těchto parametrů nebývají vyráběny v Číně. Vhodné je vždy používat ostré nářadí, rukavice, chrániče, práci si dobře zorganizovat a dodržovat bezpečnost při práci s pomůckami.

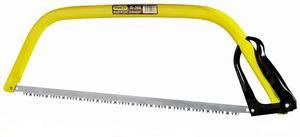
Pilka bez otočného listu, využitelná v místech, kde je dobrý přístup k řezu ve velmi řídkých korunách.
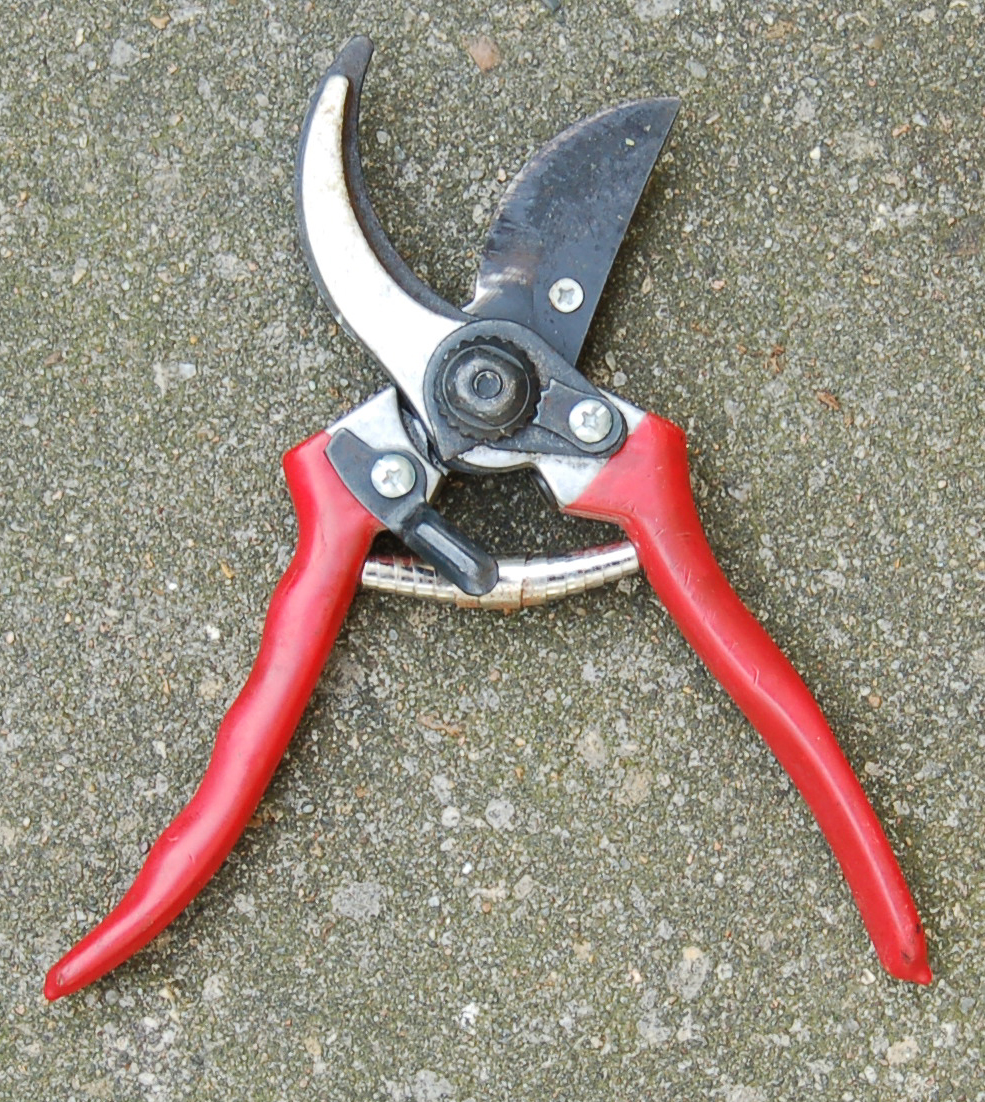
Zahradnické nůžky; typ, který se snadno rozpadá, ba dokonce i láme.
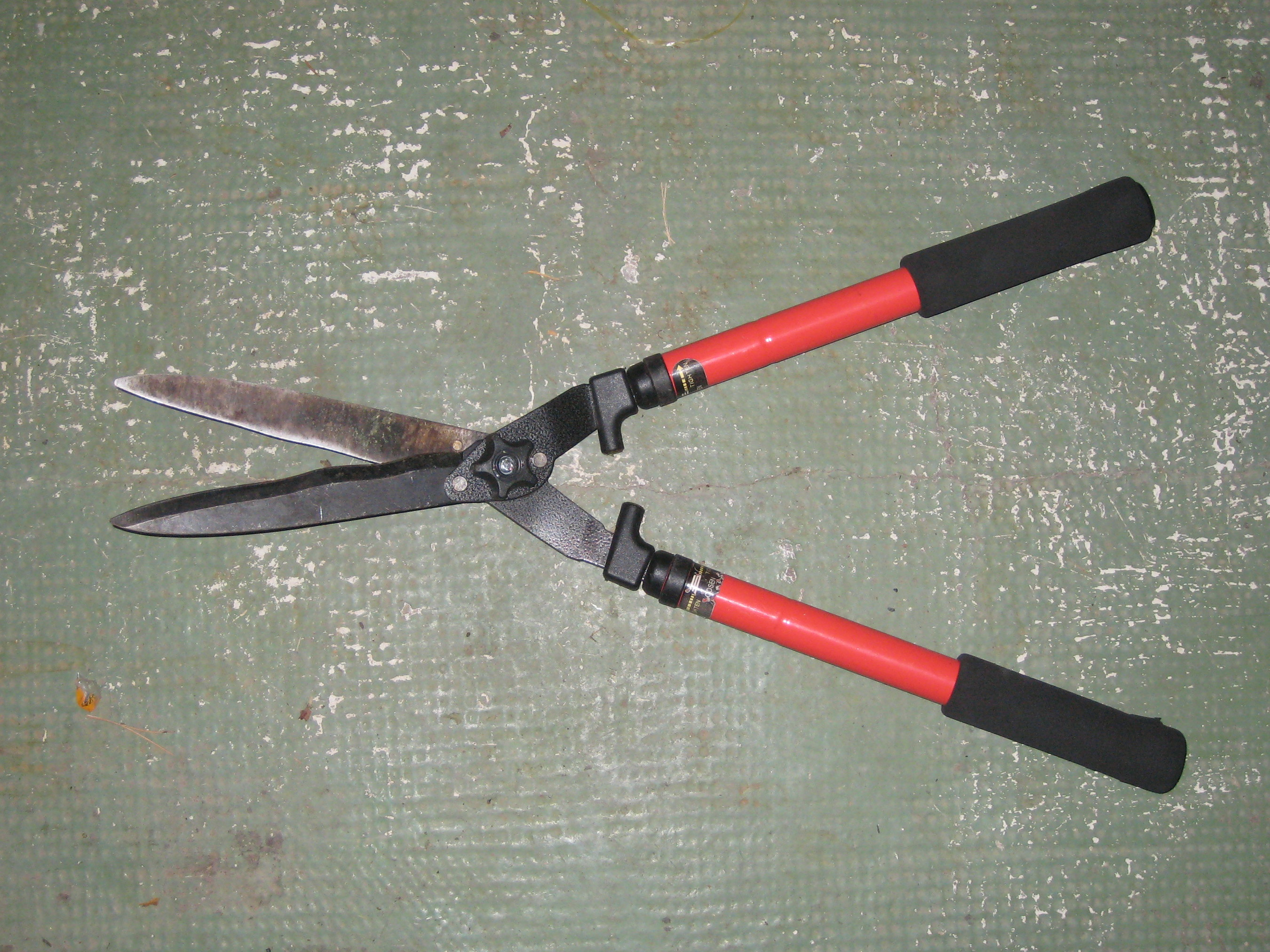
Jednoduché plotové nůžky bez převodu značně ulehčujícího práci.
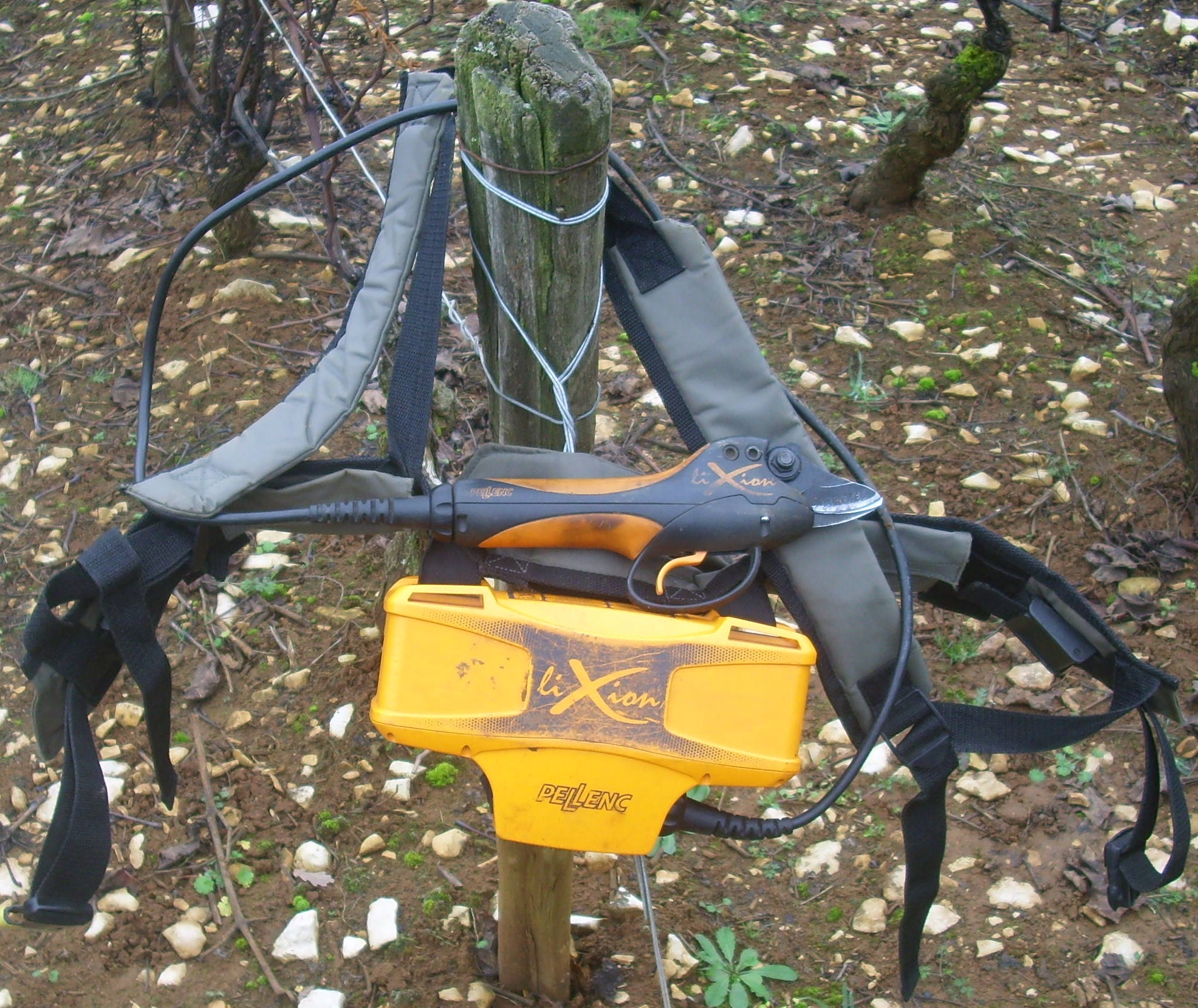
Hydraulické nebo elektrické nůžky značně usnadňují práci dělníkům při průklestu.

## Přípravky na ošetření řezné rány
- Stromový balzám
- Bílá latexová barva – vhodná pro běžné použití
- Štěpařský vosk – může impregnovat ránu a okolí, způsobit horší hojení